# Allium albotunicatum
Allium albotunicatum là một loài thực vật có hoa trong họ Amaryllidaceae. Loài này được O.Schwarz mô tả khoa học đầu tiên năm 1934.